# Menhir de la Norhant
Le menhir de la Norhant est situé à Ploeuc-sur-Lie dans le département français des Côtes-d'Armor.

## Description
Le menhir a été érigé en bordure de vallée au milieu d'un chaos granitique. Il mesure 4,35 m de hauteur pour 3,55 m de largeur et 2,65 m d'épaisseur. Son périmètre maximum est de 9,40 m à 1,20 m du sol. Les autres blocs de granite qui l'entourent semblent tous d'origine naturelle.